# Moeno Nitō
Moeno Nitō (仁藤 萌乃 Nitō Moeno?,  Tokio, Japón, 22 de julio de 1992) es una ex-idol, cantante, actriz y tarento japonesa, actualmente afiliada a Horipro. Es conocida por haber sido miembro del grupo femenino AKB48, donde formó parte del Equipo K. Nitō también fue miembro de los grupos temporales Nattō Angel Z y Mint.

## Biografía

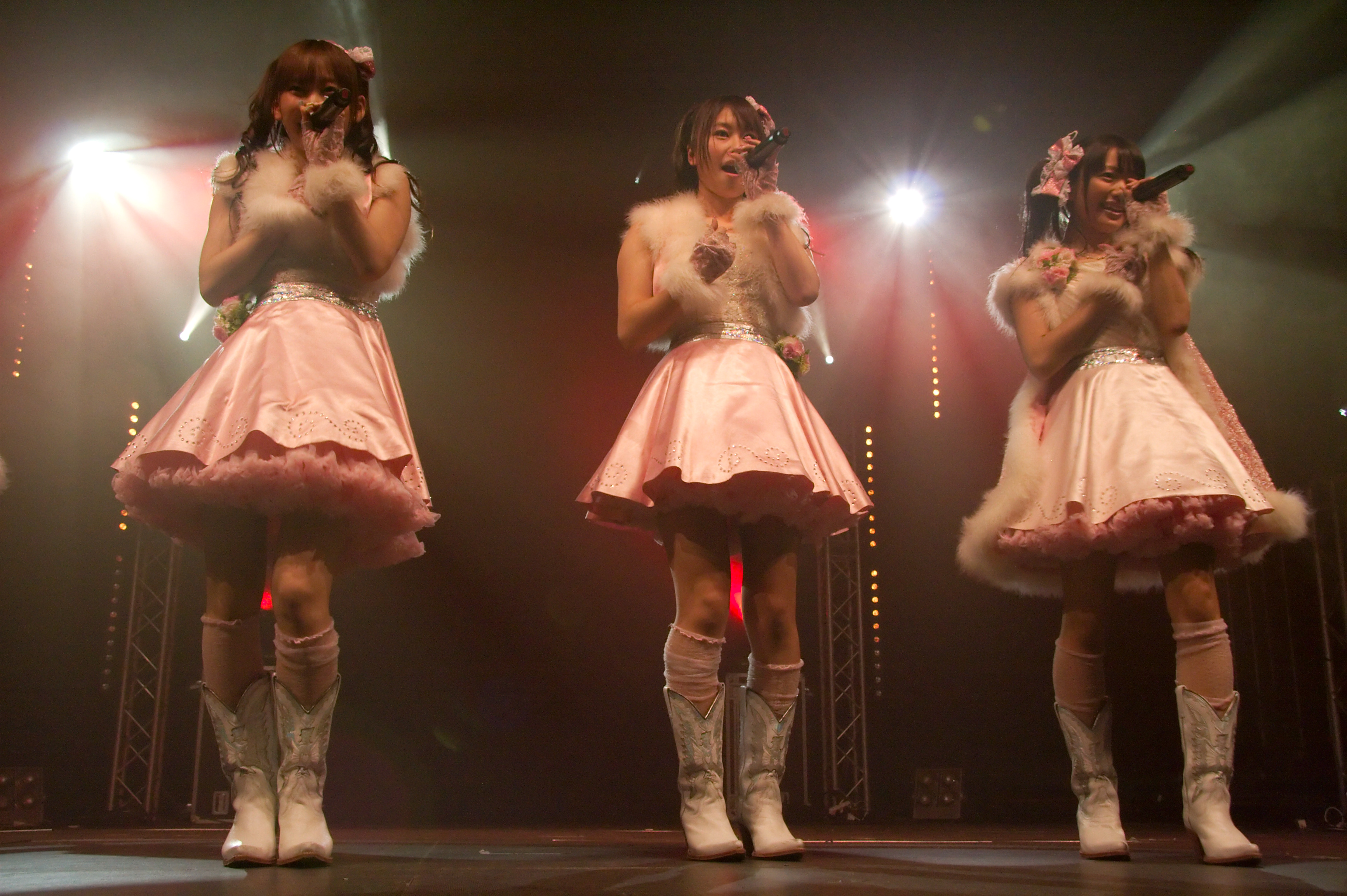
Nitō junto a Kana Kobayashi y Rie Kitahara, 2009.

Nitō nació el 22 de julio de 1992 en la ciudad de Tokio, Japón. A finales de 2007, a la edad de quince años, aprobó la quinta audición de AKB48 y debutó en el teatro del grupo el 28 de abril de 2008. El 5 de agosto del mismo año, fue ascendida como miembro del Equipo B. El 4 de marzo de 2009, Nitō apareció en el video de promoción y participó en la realización del undécimo sencillo, 10nen Sakura. El 23 de agosto, durante una presentación nocturna del grupo, se anunció que Nitō sería transferida al Equipo K, del cual pasaría a formar parte desde octubre.
El 12 de marzo de 2010, Nitō comenzó sus actividades oficiales como miembro del Equipo K, y durante las elecciones generales de ese año se posicionó en el puesto número 29. Más adelante, formó parte de una nueva subunidad llamada Nattō Angel Z junto a Miho Miyazaki, Sumire Satō y Haruka Ishida. En las elecciones generales de 2011, Nitō se posicionó en el puesto número treinta y uno. El 24 de agosto de 2012, durante el concierto de AKB48 en el Tokyo Dome, se anunció que Nitō sería transferida al Equipo A. Fue oficialmente transferida el 1 de noviembre y al día siguiente comenzó sus actividades con dicho equipo.
El 14 de febrero de 2013, Nitō anunció que se graduaría de AKB48. Su ceremomia de graduación tuvo lugar el 28 de abril.

## Filmografía

### Dramas
- Majisuka Gakuen (2010, TV Tokyo) como Bungy
- Majisuka Gakuen 2 (2011, TV Tokyo) como Bungy
- Keiji Yoshinaga Seiichi (2012, TV Tokyo) como Minori Hasegawa
- So long! (2013, Nippon Television)

### Show de variedades
- AKB 0ji 59fun!
- AKBingo!
- Shukan AKB
- AKB48 Nemousu Terebi
- ABK Motor Club

### Teatro
- Peter Pan (2012)